# Nigerian Railway Corporation
De Nigerian Railway Corporation (hier: N.V.O.) is de nationale spoorwegmaatschappij van Nigeria.
Het bedrijf heeft een netwerk met een totale lengte van 3505 kilometer. 

## Geschiedenis
De N.V.O. werd in 1898 opgericht als het Regeringsdepartement van Spoorwegen. Het kreeg zijn huidige naam in 1955. Gebrekkig onderhoud van de infrastructuur en het rollend materieel, alsmede een groot aantal werknemers leidden tot grote verliezen, die niet door de staat werden overgenomen. In 2005, na verschillende reorganisaties, verminderde N.V.O. de passagiersactiviteiten tot vier vertrekken per week vanuit Lagos en Port Harcourt elk. Twee van de vier treinen uit elke stad gaan naar Kano, één elk naar Jos en Maiduguri. Er wordt een regionale dienst onderhouden tussen Lagos en Ifaw over een afstand van 48 kilometer. Dit wordt geopereerd in opdracht van de stad Lagos.
Mazi Jetson Mwakwo, toenmalig directeur van de N.V.O., klaagde in 2008 dat het spoorwegsysteem in Nigeria te lijden had onder een gebrek aan politieke steun. Terwijl de N.V.O. tussen 1954 en 1975 45.000 werknemers telde, had ze in 2008 nog maar 6.516 mensen in dienst Mwakwo wees erop dat er sinds 1993 geen nieuwe wagons meer waren aangeschaft en dat er in sommige gevallen rollend materieel van wel 60 jaar oud in dienst was. De infrastructuur maakt snelheden tot 35 km/u mogelijk.
N.V.O. boekte in de eerste helft van 2021 een recordomzet van 2,12 miljard naira (ongeveer 4,664 miljoen euro), een stijging van 31% ten opzichte van dezelfde periode in 2019, waarin de vorige recordomzet werd geboekt. Daarbij daalden de inkomsten uit het vrachtvervoer, terwijl de winst vooral afkomstig was van het passagiersvervoer tussen Lagos en Ibadan op het nieuwe normaalspoor.
Op 20 oktober 2021 vond een aanslag plaats op de normaalspoorverbinding Abuja-Kaduna, waarbij geen gewonden vielen, maar aanzienlijke materiële schade werd aangericht. De verbinding Kaduna-Abuja is daardoor 6 dagen onderbroken geweest. De N.V.O. verdenkt "bandieten" als de meesterbreinen, andere bronnen spreken van "terrorisme".

## Routes

### Algemeen
Geen van de lijnen van de N.V.O. zijn geëlektrificeerd. 157 kilometer zijn dubbelsporig. Deze liggen tussen Lagos en Ibadan. De spoorwegen zijn meestal opgebouwd uit rails met een gewicht per meter van 29,8 kg, 34,7 kg of 39,7 kg. In totaal is het N.V.O.-netwerk bijna 4.000 kilometer lang. De regering overweegt het bestaande spoorwegnet om te bouwen van kaapspoor naar normaalspoor.

### Kaapspoor
De Nigerian Railway Corporation exploiteert een netwerk van 3.505 kilometer met een spoorwijdte van 1067 mm (3 ft 6 in) dat uit de volgende lijnen bestaat:
- Lagos-Agege-Ifaw-Ibadan-Ilorin-Minna-Kaduna-Zaria-Kano, 1126 kilometer.
- Ifaw-Ilaro, 20 kilometer
- Minna-Baro, 155 kilometer
- Zaria-Kaura Namoda, 245 kilometer
- Kano-Nguru
- Kaduna-Kafanchan-Kuru-Bauchi-Maiduguri, 885 kilometer
- Kuru-Jos, 55 kilometer
- Kafanchan-Makurdi-Enugu-Port Harcourt, 737 kilometer

De 1 443 km lange "Eastern Rail Line" van Port Harcourt naar Maiduguri is sinds 9 maart 2021 in aanbouw. De bouwwerkzaamheden omvatten de renovatie of reconstructie van bestaande lijnen. Het project omvat ook nieuwe aftakkingen naar Owerri en Damaturu, waardoor de totale lengte op 2.044 km komt. De voltooiing is gepland voor 2024.
Hoewel de fondsen voor de Lagos-Calabar spoorlijn langs de Nigeriaanse kust die onder Chinees beheer moet worden aangelegd begin 2021 werden vrijgegeven, lijkt de start van de aanleg te worden uitgesteld tot een datum na de Nigeriaanse algemene verkiezingen in 2023.
De lijn naar Gusau is gesloten sinds de instorting van een brug in 2002.
Het N.V.O.-net is nog niet aangesloten op het spoorwegnet van de buurstaten. In februari 2021 echter, met geplande ingebruikname in 2023, onder auspiciën van Portugal's Mota-Engil SGPS SA, is begonnen met de aanleg van een bovengrondse spoorlijn van Kano naar Maradi, de op twee na grootste stad van Niger, die een van de eerste spoorlijnen in Niger zal zijn.

### Normaalspoor
In het binnenland ontwikkelt zich een normaalspoornet (spoorwijdte van 1.435 mm).
De oudste normaalspoorlijn is de oorspronkelijke 217 kilometer lange lijn van Oturkpo naar de Ajaokuta staalfabriek. Een eerdere normaalspoorlijn van 51,5 kilometer werd ge werd geëxploiteerd tussen de Itakpe mijnen en de staalfabriek van Ajaokuta. Op 29 september 2020 werd een uitbreiding, de Warri-Itakpe Railway, officieel geopend door president Muhammadu Buhari in een virtuele ceremonie. In 2018 waren werknemers van China Civil Engineering Construction die aan het project werkten tot twee keer toe aangevallen door "bandieten". Sinds oktober 2020 rijden er passagierstreinen op de normaalspoorlijn en goederentreinen sinds april 2021. Ook hier zijn er plannen voor een verlenging: van Ajaokuta naar Abuja. Daarmee zou de lijn een lengte van 500 kilometer krijgen. Een andere geplande route loopt van Port Harcourt naar Makurdi over een lengte van 463 kilometer.
In februari 2011 werd begonnen met de aanleg van de Abuja-Kaduna-lijn door het Chinese bouwbedrijf CCECC, waarvan de inhuldiging uiteindelijk plaatsvond op 26 juli 2016. De totale kosten bedroegen 870 miljoen US dollar. De 186,5 kilometer lange lijn, die begint in Idu 20 kilometer ten westen van het centrum van Abuja, vergt twee uur reistijd voor de hogesnelheidstreinen met een maximumsnelheid van 100 km/u. In augustus 2020 meldde de N.V.O. dat ongeveer 50% van de inkomsten van het volledige spoorwegnet (ongeveer 4.000 km) zou worden gegenereerd door de lijn Abuja-Kaduna met standaardspoor (186 km). Er zijn ook zeer ernstige redenen waarom Nigerianen graag de trein nemen tussen de hoofdstad Abuja en de volgende grootste stad, Kaduna. De "snelweg" tussen de twee steden is een constant doelwit voor overvallers. Een treinreis is dus voor de inwoners van beide steden het veiliger alternatief dan de auto. In 2019 zegt een treinreiziger: "Ik werd ontvoerd en reis nu alleen nog maar met de trein!" Ook beroemdheden worden getroffen: Nog op 20 november 2021 kwam Sagir Hamidu, kandidaat voor het gouverneurschap van de staat Zamfara, om het leven bij een overval op de genoemde Abuja-Kaduna Expressway. Treinreiziger Agatha Ameh zegt: "Sommige mensen reizen nog steeds over de weg omdat het goedkoper is. Ik heb liever de trein, elke dag, elk moment. Het is veiliger, gemakkelijker en zelfs sneller". Zij prijst met name het e-ticketing platform op het traject Abuja-Kaduna.

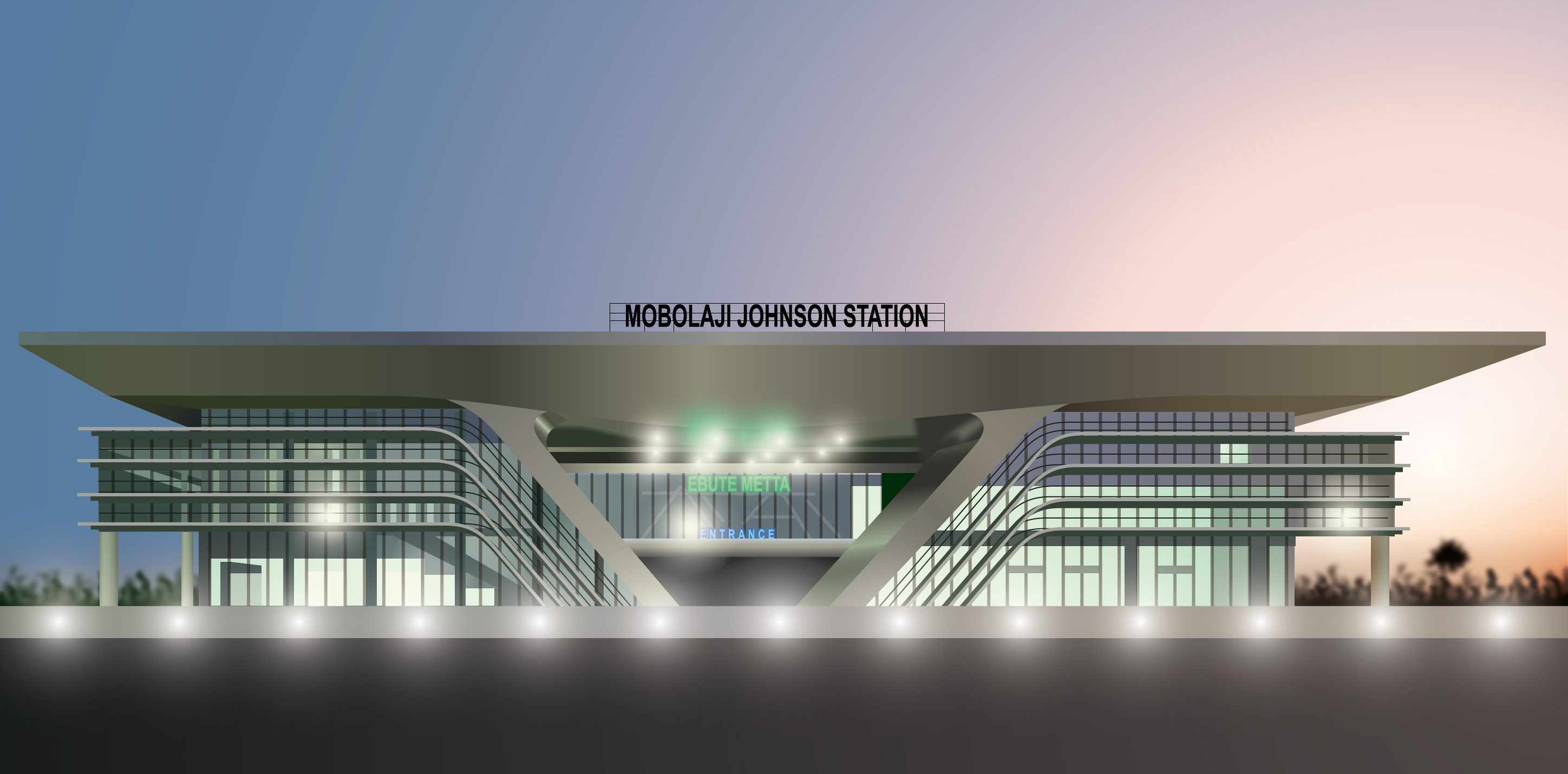
Nieuw centraal station van Lagos, "Mobolaji Johnson"

De dubbelsporige lijn Lagos-Ibadan is sinds maart 2017 in aanbouw door de CCECC en werd op 10 juni 2021 ingehuldigd op het nieuwe Lagos Central Station. Het is 157 km lang en loopt door Abeokuta. Het is de eerste dubbelsporige normaalspoorlijn in West-Afrika. Een reis Lagos-Ibadan duurt twee en een half uur, half zo lang als het equivalent van een autoreis. Alle compartimenten (standaardklasse, businessklasse en eerste klasse) zijn voorzien van airconditioning en drie overheadschermen. De zitplaatsen aan het raam zijn uitgerust met stopcontacten en USB-oplaadstations. Kritiekpunten zijn onder meer dat kaartjes niet online verkrijgbaar zijn en alleen contant betaald kunnen worden, en dat er slechts twee ritten per dag in elke richting zijn. De stiptheid en netheid van de treinen worden geprezen. De Kaapspoorlijnen, die blijven bestaan, zullen worden gebruikt door de "Rode Lijn" van de Lagos Light Rail, die momenteel in aanbouw is.
Langs alle nieuwe normaalspoorlijnen zijn moderne stationsgebouwen gebouwd. Het nieuwe hoofdstation van Lagos, Mobolaji Johnson, bijvoorbeeld, beschikt over wachtkamers met airconditioning, toegang voor gehandicapten tot de sporen, luchthavenachtige borden met vertrektijden, schone toiletten, opgeleid personeel voor medische noodgevallen, enz.

### Smalspoor
Sinds 1912 werd een spoorlijn met een spoorwijdte van 762 mm en een lengte van 194 kilometer geëxploiteerd tussen Zaria en Jos. Deze lijn werd in 1957 gesloten en ontmanteld.

## Rijdend materieel
Alle treinen worden door diesellocomotieven getrokken. De spoorwegen bezitten bijna 200 locomotieven, waarvan maximaal 75% niet operationeel is. Daarvan zijn er ongeveer 54 rangeerlocomotieven. Er zijn er ongeveer 480 passagiersrijtuigen en meer dan 4900 goederenwagons, minder dan de helft daarvan is echter in operationele staat.

## Verwijzingen
1. ↑  Railways Africa report.
2. ↑  (en) Demand for rail services rises as NRC generates N2.1bn in six months (24 september 2021).
3. ↑  (en) Nigeria’s rail revenue rises as passengers pick safer option (10 september 2021).
4. ↑  (en) NRC confirms attack on Abuja-Kaduna train. Premium Times (21 oktober 2021).
5. ↑  (en) ‘Attack on Abuja-Kaduna train act of terrorism’ (5 november 2021).
6. ↑  (en) Port Harcourt-Maiduguri rail line reconstruction project flagged off. onstructionreviewonline.com (14 augustus 2021).
7. ↑  (en) CCECC secures $3.02bn contract on Nigerian Eastern Railway in Nigeria (29 april 2021).
8. ↑  (en) Shifting goalpost on Lagos-Calabar railway (12 november 2021).
9. ↑  (en) Rail closure prejudices economy. Railways Africa (28 april 2021).
10. ↑  (en) Nigeria-Niger (Kano-Maradi) Railway line construction begins (14 augustus 2021).
11. ↑  (en) Updatumd: FG commissions Itakpe-Warri rail line (29 september 2020).
12. ↑  (en) How Gunmen Attacked Chinese Contractor CCECC At Itakpe (17 september 2018).
13. ↑  (en) NRC begins Warri-Itakpe rail line passenger services. The Punch Newspaper (19 oktober 2020).
14. ↑  (en) 30 years after, freight services begin on Warri-Itakpe rail line (16 april 2021).
15. ↑  (en) Nigeria’s Abuja-Kaduna rail project (14 februari 2011). Gearchiveerd op 15 juli 2011. Geraadpleegd op 9 januari 2022.
16. ↑  (de) Sichere Ankunft statt Entführung (31 mei 2019).
17. ↑  (en) NRC generated N3bn from train services in 2019 - MD (7 augustus 2020).
18. ↑  (en) I was kidnapped and now only travel by train (7 november 2019).
19. ↑  (en) Bandits reportedly kill Zamfara 2023 governorship aspirant, Sagir Hamidu (22 november 2021).
20. ↑  (en) Abuja-Kaduna: We now prefer to travel by train, Nigerians speak (30 augustus 2021).
21. ↑  (en) Buhari inaugurates Lagos-Ibadan Railway project. The Punch Newspaper (10 juni 2021).
22. ↑  (en) (Hello Africa) Chinese-built Lagos-Ibadan railway brings convenience, opportunities in Nigeria (2 september 2021). Gearchiveerd op 1 december 2021. Geraadpleegd op 9 januari 2022.
23. ↑  (en) Unpleasant tales from Lagos-Ibadan train service (31 oktober 2021).